# Czterdziesty pierwszy (film 1926)
Czterdziesty pierwszy (ros. Сорок первый, Sorok pierwyj) – radziecki film niemy w reżyserii Jakowa Protazanowa z 1926 roku. Premiera miała miejsce 1 marca 1927 roku. Film został nakręcony na podstawie opowiadania Borisa Ławrieniowa o tym samym tytule.

## Historia filmu
Za podstawę dla napisania scenariusza posłużyło opowiadanie Borisa Ławrieniowa Czterdziesty pierwszy. Podczas pracy nad filmem Ławrieniow nieco zmodyfikował fabułę swego dzieła. Dodał jej głębi i większego dramatyzmu. Film był kręcony w Turkmenii. 
Szalejące na pustyni żywioły początkowo próbowano wywołać sztucznie z użyciem aeroplanu, jednak najlepsze ujęcia okazały się być te, na których burze piaskowe trwały naturalnie. W filmie wykorzystano kadry z autentycznego życia koczowników, udało się nagrać także kilka scen z prawdziwymi trędowatymi mieszkającymi na pustyni. Najwięcej trudności sprawiały ujęcia z kobietami nomadów w tle. Mężczyźni-koczownicy nie wyrażali zgody na ich nagrywanie.

## Fabuła
Na pustyni w Azji Środkowej oddział czerwonoarmistów ucieka przed białymi. Wśród czerwonych znajduje się snajperka, Mariutka, która zastrzeliła już czterdziestu wrogów. Do niewoli czerwonych trafia biały oficer, Goworucha-Otrok. Pomiędzy nim a snajperką rodzi się uczucie, jednak Mariutka jest wierna ideałom rewolucji i zabija ukochanego. Jest on jej czterdziestą pierwszą ofiarą.

## Obsada
- Ada Wójcik (Ада Войцик) – Mariutka, snajperka
- Iwan Kowal-Samborski (Иван Коваль-Самборский) – Goworucha-Otrok, biały oficer
- Iwan Sztrauch (Иван Штраух) – Jewsiukow

## Twórcy filmu
- Jakow Protazanow – reżyser
- Boris Ławrieniow – scenarzysta
- Boris Leonidow (Борис Леонидов) – scenarzysta
- Piotr Jermołow (Пётр Ермолов) – zdjęcia
- Siergiej Kozłowski (Сергей Козловский) – scenografia